# Зайцевский Кордон
Зайцевский Кордон — упразднённый посёлок в Тальменском районе Алтайского края Российской Федерации. Входил в состав Зайцевского сельсовета. Исключён из учетных данных в 1985 году.

## География
Посёлок располагался на территории так называемой Кокуйской лесной дачи, в 12 км к юго-востоку от села Зайцево.

## История
Решением Алтайского краевого исполнительного комитета от 30.10.1985 года № 321 посёлок исключен из учётных данных.